# 다카시나촌 (이시카와현)
다카시나촌(高階村)은 이시카와현 가시마군에 설치되었던 촌이다. 현재의 나나오시에 해당한다.

## 역사
- 1889년 4월 1일 - 정촌제 시행에 의해 7개 촌의 구역을 가지고 성립하였다.
- 1954년 3월 31일 - 미나미오노촌, 사키야마촌, 다카시나촌, 기타오노미촌과 함께 나나오시에 편입되었다.

## 인구
인구
- 1945명（메이지 22년）
- 1784명（다이쇼 9년）
- 2177명（쇼와 28년）

세대수
- 333세대（메이지 22년）
- 332세대（다이쇼 9년）
- 420세대（쇼와 28년）